# Mayim Bialik

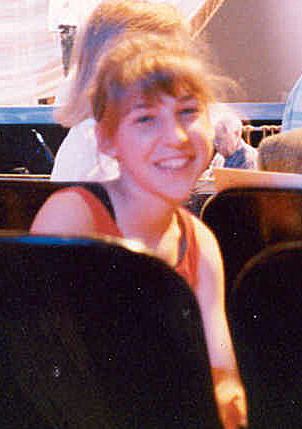
Bialik (1989)

Mayim Hoya Bialik (wym. ˈmaɪ.əm biˈɑːlɪk; ur. 12 grudnia 1975 w San Diego) – amerykańska aktorka i neurobiolożka.

## Życiorys
Urodziła się w rodzinie żydowskiej (judaizm reformowany), jej rodzice to Barry Bialik i Beverly Winkelman. Jej dziadkowie – pochodzący z Podlasia, Czechosłowacji i Węgier – uciekając z Europy przed prześladowaniami Żydów w latach 30. XX wieku, schronili się w Stanach Zjednoczonych. Chajim Nachman Bialik, narodowy wieszcz Izraela, był wujem jej prapradziadka.
Rozpoczęła karierę jako aktorka dziecięca w latach 80., zagrała m.in. w horrorze Dyniogłowy (1988), a także w trzech odcinkach serialu MacGyver (jako Lisa Woodman). Wystąpiła również w teledysku do piosenki „Liberian Girl” Michaela Jacksona.
Studiowała na Uniwersytecie Kalifornijskim w Los Angeles. Została przyjęta również na Uniwersytet Harvarda i Uniwersytet Yale, ale nie chciała się przenosić na wschodnie wybrzeże Stanów Zjednoczonych, daleko od domu i rodziców. W 2000 r. zdobyła bachelor’s degree z neurobiologii, judaizmu i języka hebrajskiego, zaś w 2008 uzyskała stopień doktora w dziedzinie neurobiologii.

## Życie prywatne
W 2003 wyszła za mąż za Michaela Stone’a. Mają dwóch synów: Miles Roosevelt Bialik Stone (ur. 2005) oraz Frederick Heschel Bialik Stone (ur. 2008). W listopadzie 2012 para ogłosiła swój rozwód.
Jest weganką.

## Filmografia

### Filmy
- 1988: Wariatki jako 11-letnia Cecilia
- 1988: Dyniogłowy jako Dahlia Wallace
- 1994: Nie wkładaj palca między drzwi jako Susan Hollander
- 2005: Kalamazoo? jako Maggie Goldman
- 2011: The Chicago 8 jako Nancy Kurshan
- 2011: Pies, który uratował Halloween jako Medusa

### Seriale
- 1987: Piękna i Bestia jako Ellie
- 1988: The Facts of Life jako Jennifer Cole
- 1988–1989: Webster jako Frieda
- 1989–1990: MacGyver jako Lisa Woodman
- 1989–1990: Empty Nest jako Laurie Kincaid
- 1990: Doogie Howser, lekarz medycyny jako Candace
- 1990: Molloy jako Molloy Martin
- 1990: Murphy Brown jako Natalie
- 1990–1995: Blossom jako Blossom Russo
- 1990: The Earth Day Special jako ona sama
- 1993: The Hidden Room jako Jillie
- 1994–1995: 	The John Larroquette Show jako Rachel
- 1998: Welcome to Paradox jako Rita
- 2005: Fat Actress jako ona sama
- 2005: Siódme niebo jako Cathy
- 2005–2007: Pohamuj entuzjazm jako Jodi Funkhauser
- 2009: Ocalić Grace jako Esther
- 2009: What Not to Wear (reality show)
- 2009: Kości jako Genie Gormon
- 2010: Tajemnica Amy jako dr Wilameena Bink
- 2010: Dopóki śmierć nas nie rozłączy jako dr Bialik (psychiatra)
- 2010–2019: Teoria wielkiego podrywu jako Amy Farrah Fowler
- 2020-24  Młody Sheldon jako dorosła Amy Farrah Fowler (trzy odcinki)[7]
- 2021-23:  Call Me Kat jako Kat
- 2021-2023:  Va Banque naprzemienny gospodarz z Kenem Jennings[8] [9]

### Dubbing
- 1992: The Kingdom Chums: Original Top Ten jako Petey
- 1995, 1996: The Adventures of Hyperman jako Brittany Bright (odc. 1.1 oraz „Oceans a Leavin’”)
- 1996: Prawdziwe przygody Jonny’ego Questa jako Lucy (odc. „The Alchemist”) oraz jako Julia (odc. „Assault on Questworld”)
- 1996, 1999: Hej Arnold! jako Maria (odc. „6th Grade Girls”, „The Baseball”, „Dinner for Four”, „Phoebe Skips”)
- 1997: Johnny Bravo jako Tour Guide (odc. „Going Batty”, „Berry the Butler”, „Red Faced in the White House”)
- 1997: Extreme Ghostbusters jako dziewczyna w przyszłości (odc. „Ghost Apocalyptic Future”)
- 1997, 1998, 2000: Byle do przerwy jako Kirsten Kurst (odc. „The Break-In”, „The Girl Was Trouble”, „The Ratings Game”)
- 2003: gra wideo X2: Wolverine’s Revenge jako May Deuce
- 2003–2004: Kim Kolwiek jako Justine Flanner (odc. „The Secret Files”, „Partners”)

## Nagrody i wyróżnienia
- 1989: Young Artist Award – nagroda: najlepsza młoda aktorka w serialu komediowym lub fantastycznym – za film Wariatki
- 1990: Young Artist Award – nominacja: najlepsza młoda aktorka w serialu telewizyjnym – za serial Empty Nest
- 1992: Young Artist Award – nominacja: najlepsza młoda aktorka w nowym serialu telewizyjnym – za serial Blossom
- 1993: Young Artist Award – nominacja: wybitnych młodych aktorów komediowych w serialach telewizyjnych – za serial Blossom
- 2012: Nagroda Gildii Aktorów Ekranowych – nominacja: najlepszy zespół aktorski w serialu komediowym (wraz z: Melissa Rauch, Jim Parsons, Kaley Cuoco, Simon Helberg, Kunal Nayyar, Johnny Galecki) – za serial Teoria wielkiego podrywu